# تنميش

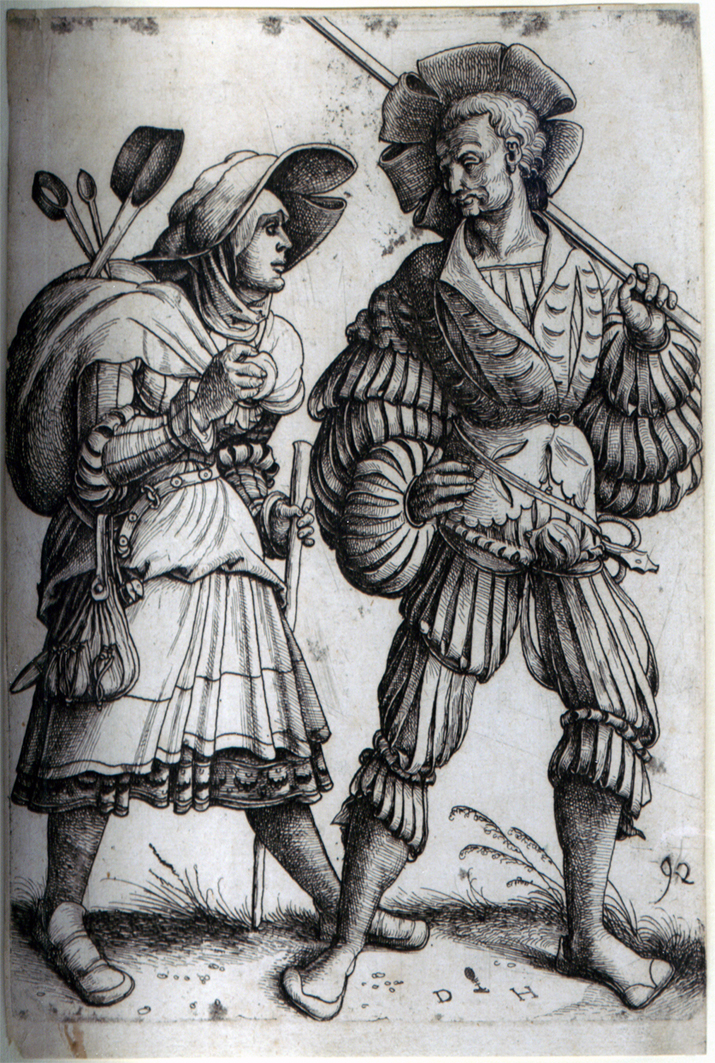

التنميش   (أو التفريز الكيميائي أو التخريش) هي عملية صناعية آلية تستخدم لمعالجة سطوح المواد وخاصة المعادن بغمسها بأحواض حاوية على مواد كيميائية مخرّشة بهدف إزالة الشوائب وتهئية سطح المعدن لعمليات التشكيل اللاحقة.
هذه العملية الصناعية هي تطوير لعملية كانت تتم في العصور الوسطى كوسيلة بديلة لعملية النقش. تسمى الكيمياويات المستخدمة في العملية المنمّشات أو سوائل التنميش.

## اقرأ أيضاً
- تنميش صناعي